# Ян Гомер
Ян Гомер (словац. Ján Homér; народився 11 грудня 1980 у м. Дубниця-над-Вагом, ЧССР) — словацький хокеїст, захисник. Виступає за ХК «Кошице» у Словацькій Екстралізі.
Виступав за «Спартак» (Дубниця), ХК «Злін», «Горацка Славія» (Тршебич), ХК «Простейов», «Дукла» (Тренчин), ХК «36 Скаліца», СХК «37 П'єштяни».
У складі національної збірної Словаччини провів 11 матчів (1 гол). 
Чемпіон Словаччини (2004, 2010, 2011).